# Adam Adamczyk (samorządowiec)
Adam Adamczyk (ur. 13 września 1947 w Chrzanowie, zm. 25 lutego 2018 w Warszawie) – polski samorządowiec, wieloletni burmistrz Trzebini.

## Życiorys
Był absolwentem Wydziału Budownictwa Lądowego Politechniki Krakowskiej, gdzie w 1979 uzyskał tytuł inżyniera budownictwa. Przez wiele lat piastował stanowiska kierownicze w przedsiębiorstwach budowlanych i komunalnych. Urząd burmistrza Trzebini sprawował w latach 1998–2010 oraz w latach 2014–2018 (zmarł w trakcie kadencji).
W 2009 otrzymał Złoty Medal za Zasługi dla Policji.
Pochowany na cmentarzu parafialnym w Chrzanowie.